# José Manuel da Câmara de Atalaia
José Manuel da Câmara de Atalaia, né le 25 décembre 1686 à Lisbonne et mort le 9 juillet 1758 à Atalaia, est un cardinal portugais du XVIIIe siècle. 

## Biographie
Câmara est doyen de la chapelle royale. 
Le pape Benoit XIV le crée cardinal lors du consistoire du 10 avril 1747 sur demande du roi Jean V. Il ne vint jamais à Rome pour recevoir son titre. Câmara devient le deuxième patriarche de Lisbonne en 1754. Il ne participe pas au conclave de 1758 lors duquel Clément XIII est élu.

### Sources
- Fiche du cardinal sur le site de la FIU